# Thomas Shelton
Pour les articles homonymes, voir Thomas Shelton (traducteur) et Shelton.

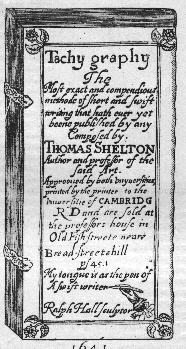
Première page du livre de Shelton

Thomas Shelton, né en 1601 dans le Norfolk et mort en 1650 à Londres, est un inventeur anglais d'une méthode de sténographie.

## Biographie
En 1626, Shelton publie une nouvelle méthode de sténographie sous le nom short-writing (traduisible en français par « écriture courte ») et depuis 1635 sous le nom Tachygraphy, l'origine du mot « tachygraphie », « tachy » se prononçant « taqui » et transcrivant un mot grec qui signifie « rapide »[style à revoir]. Ce travail de Shelton a été le point de départ pour beaucoup d'œuvres de sténographie de renommée universelle[réf. nécessaire].
La sténographie de Shelton a été utilisée, entre autres, par Samuel Pepys dans son journal intime dans une forme peu usuelle, et a longtemps été comprise comme étant un « cryptage ». Le physicien Isaac Newton l'a également employée.
La première page de l'œuvre dit : « Tachygraphie. La méthode d'écriture courte et rapide la plus exacte et concise qui ait été publiée par quiconque. Composée par Thomas Shelton, auteur et professeur dudit art. Approuvée par les deux universités. » Il y eut plusieurs rééditions. La page ci-contre fut imprimée par l'université de Cambridge. Son alphabet est composé de 24 signes intégrés par des lignes droites, courbes et mixtes. Les voyelles étaient indiquées par l'emplacement qu'occupaient les consonnes, ce qui obligeait à écrire par des syllabes libres. Certains mots, préfixes et terminaisons avaient des caractères propres.